# Coristanco
Coristanco és un municipi de la província de la Corunya a Galícia. Pertany a la Comarca de Bergantiños.
| 6.495 | 7.338 | 9.327 | 10.314 | 7.765 |
| Fonts: INE i IGE (Els criteris de registre censal variaren i les dades de l'INE i de l'IGE poden no coincidir.) |       |       |        |       |

## Parròquies
| - A Agualada (San Lourenzo) - Cereo (Santa María) - Coristanco (San Paio) - Couso (San Miguel) - Cuns (San Vicenzo) - Erbecedo (San Salvador) - Ferreira (Santa María) - Oca (San Martiño) | - San Xusto (San Xián) - Santa Baia de Castro (Santa Baia) - Seavia (San Mamede) - Traba (Santa María) - Valencia (San Pedro) - Verdes (Santo Adrán) - Xaviña (San Tomé) |